# ماريو فرانكو
ماريو فرانكو (بالبرتغالية: Mário Franco‏) هو راقص برتغالي، ولد في 20 أكتوبر 1965 في لشبونة في البرتغال.